# کن متیوز
کن متیوز (انگلیسی: Ken Matthews؛ زادهٔ ۲۱ ژوئن ۱۹۳۴) دونده اهل بریتانیا است.